# Bệnh phổi phế nang

Eo-veo-lớp (Alveolus là phế nang)

Bệnh phổi phế nang, là một nhóm bệnh chủ yếu ảnh hưởng đến phế nang của phổi.

## Nguyên nhân
Bệnh phổi phế nang có thể được chia thành cấp tính hoặc mãn tính. Nguyên nhân của bệnh phổi phế nang cấp tính bao gồm phù phổi (tim hay thần kinh), viêm phổi (do vi khuẩn hoặc virus), nghẽn mạch phổi, lupus ban đỏ hệ thống, chảy máu ở phổi (ví dụ, hội chứng Goodpasture), lắng đọng sắt phổi vô căn, và u hạt với viêm đa mạch.
Bệnh phổi phế nang mãn tính có thể được gây ra bởi protein phế nang phổi, ung thư biểu mô tế bào phế nang, viêm phổi dầu khoáng, sarcoidosis (dạng phế nang), u lympho, lao, di căn, hoặc viêm phổi kẽ.

## Chẩn đoán
Bệnh phổi phế nang có thể nhìn thấy trên X quang ngực là các nốt nhỏ, không xác định về mật độ đồng nhất tập trung vào acini hoặc tiểu phế quản. Các nốt sần kết hợp sớm trong quá trình phát bệnh, do đó các nốt chỉ có thể được xem là các cạnh mềm mại ở ngoại vi.
Khi các nốt sùi tập trung vào các vùng vui nhộn, X-quang ngực có thể phát triển cái được gọi là hình dạng "con bướm" hoặc "cánh dơi". Các nốt cũng có thể có phân bố phân đoạn hoặc thùy. Cũng có thể nhìn thấy phế nang không khí và phế quản không khí.
Những phát hiện này xuất hiện ngay sau khi xuất hiện các triệu chứng và thay đổi nhanh chóng sau đó.
Một mô hình phân đoạn hoặc thùy có thể được rõ ràng sau khi viêm phổi hít, xẹp phổi, đụng dập phổi, phù phổi cục bộ, tắc nghẽn phổi, viêm phổi, tắc mạch phổi với nhồi máu, hoặc bệnh lao.